# Jean Tirole
Jean Tirole (Troyes, 9 de agosto de 1953) es un economista francés.
En la actualidad ocupa el cargo de director de la Fundación Jean-Jacques Laffont - Escuela de Economía de Toulouse. Fue laureado con el Premio del Banco de Suecia en Ciencias Económicas en memoria de Alfred Nobel en el año 2014 por su análisis del poder de los mercados y la regulación.

## Educación
En 1976, obtuvo su graduación en ingeniería por la École Polytechnique de París, y de la École nationale des ponts et chaussées, París, en 1978, así como un "Doctorat de 3ème cycle" en matemáticas de la decisión por la Universidad de París IX (1978). En 1981 obtuvo su Doctorado Ph.D. del Massachusetts Institute of Technology.

## Carrera investigadora
Sus investigaciones se centran en los campos de Organización Industrial, banca y finanzas y economía y psicología. Tras recibir su doctorado por el MIT en 1981, trabajó como investigador en la École nationale des ponts et chaussées hasta 1984. Entre 1984 y 1991 trabajó como profesor de economía en el MIT. Fue presidente de la Econometric Society en 1998 y de la European Economic Association en 2001. Aún mantiene su relación con el MIT, en calidad de profesor visitante. Es profesor en la prestigiosa École des hautes études en sciences sociales.

## Premios
Jean Tirole recibió un doctorado honoris causa de la Universidad Libre de Bruselas en 1989 y de la London Business School en el 2007, el Premio Fundación BBVA Fronteras del Conocimiento 2008 en Economía, Finanzas y Gestión de Empresas, el premio Yrjö Jahnsson de la European Economic Association en 1993, y el Premio por Servicios Distinguidos del Centro de Investigaciones de Utilidad Pública (Universidad de Florida) en 1997. Es miembro honorario extranjero de la Academia Estadounidense de las Artes y las Ciencias (1993) y de la American Economic Association (1993). También recibió una Beca Sloan (1985) y una Beca Guggenheim (1988).
En 2014 fue laureado con el Premio del Banco de Suecia en Ciencias Económicas en memoria de Alfred Nobel, por sus análisis del poder de las empresas, la competencia y su regulación. En su argumentación, el jurado destaca que Tirole, uno de los economistas más influyentes en estos momentos, ha arrojado luz sobre cómo se regulan los distintos sectores económicos dominados por pocas empresas, y sobre la capacidad de los gobiernos para fomentar la competencia.

## Publicaciones
Jean Tirole ha publicado más de 180 artículos científicos en economía y finanzas, así como ocho libros entre los cuales se encuentran "La teoría de la Organización Industrial, "Teoría de Juegos" (junto a Drew Fundenberg), "Competencia en Telecomunicaciones" (junto a Jean-Jacques Laffont) y "La teoría de las finanzas corporativas". Sus investigaciones abarcan la organización industrial, regulación, teoría de juegos, banca y finanzas, psicología y economía, finanzas internacionales y macroeconomía.

### Libros
- Dynamic Models of Oligopoly (Modelos dinámicos de Oligopolio) (with D. Fudenberg), 1986.[2]
- The Theory of Industrial Organization (La teoría de la organización industrial), MIT Press, 1988. Description and chapter-preview enlaces.
- Game Theory (Teoría de juegos)(with D. Fudenberg), MIT Press, 1991.[3]
- A Theory of Incentives in Regulation and Procurement (with J.-J. Laffont), MIT Press,1993. Description & chapter-preview enlaces.
- The Prudential Regulation of Banks (with M. Dewatripont), MIT Press,1994.[4]
- Competition in Telecommunications, MIT Press, 1999.[5]
- Financial Crises, Liquidity and the International Monetary System, Princeton University Press, 2002.[6]
- The Theory of Corporate Finance, Princeton University Press, 2005. Description. Association of American Publishers 2006 Award for Excellence.
- Balancing the Banks (with Mathias Dewatripont, and Jean-Charles Rochet), Princeton University Press, 2010.[7]
- Inside and Outside Liquidity (with Bengt Holmström), MIT Press, 2011.[8]
- Théorie de l'organisation industrielle, Economica, 2015
- Économie du bien commun (Economía del Bien Común), Presses universitaires de France, 2016